# Stephanus Hilpisch
Stephanus Hilpisch OSB (* 6. September 1894 in Waldernbach als Ferdinand Hilpisch; † 4. Juli 1971 in Maria Laach) war ein deutscher römisch-katholischer Priester, Benediktinermönch und Kirchenhistoriker.

## Leben und Wirken
Hilpischs Vater war von Beruf Spengler. Nach dem frühen Tod beider Eltern kümmerte sich 1909 sein Onkel, der Domdekan und Generalvikar Georg Hilpisch, um seine weitere Entwicklung. Zuerst besuchte er in Wetzlar die Schule, wechselte dann auf das Bischöfliche Konvikt in Hadamar und machte dort 1914 sein Abitur. Er trat am 27. September in das rheinische Benediktinerkloster Maria Laach ein, wo er den Ordensnamen Stephanus annahm. Nur bedingt kriegstauglich, musste er dennoch im Ersten Weltkrieg von 1914 bis 1916 als Grenzschutz in Luxemburg Dienst ableisten. Am 30. April 1916 legte er sein erstes Mönchsgelübde, die Profess, ab und am 3. September 1922 empfing er in Maria Laach die Priesterweihe. Sein Förderer war der renommierte Abt Ildefons Herwegen. Neben seiner Muttersprache und Latein sprach Hilpisch auch fließend Hebräisch. 1924 begann er an der Bonner Universität Geschichte und Religionsgeschichte zu studieren und promovierte 1927 zum Dr. phil. Von 1927 bis 1953 war er Dozent für Kirchengeschichte im Kloster Maria Laach sowie Bibliothekar und Chronist des Klosters. Seine ersten schriftstellerischen Werke waren unveröffentlichte Dichtungen. Der erste bekannte Text, geschrieben 1919, hatte den Titel: Jung Buchenwild – Ein Märchen aus vergangenen Tagen, ein weiterer Text lautete: Der Silberhell.
1950 wurde er neuer Spiritual in der Abtei St. Marien in Fulda, was er bis 1970 blieb. In dieser Zeit arbeitete er unter anderem auch mit an den Festschriften von Fulda, Mainz und Limburg zum Bonifatiusjubiläum. Er war auch in Fulda als Prosynodalrichter am Ehegericht und als Berater am Stadtarchiv tätig. Bischof Johannes Dietz ernannte ihn schließlich zum Geistlichen Rat der Diözese. Er war von 1954 bis 1971 Hauptmitarbeiter der Fuldaer Geschichtsblätter.

## Veröffentlichungen
- 1925, Die Quellen zum Charakterbild des heiligen Benedikt. In: Zeitschrift für katholische Theologie Nr. 49, S. 358–386.
- 1926, Aus frühmittelalterlichen Frauenklöstern. Schwann, Düsseldorf.
- 1926, Aus frühmittelalterlichen Benediktinerklöstern. Schwann, Düsseldorf.
- 1926, Aus der Frühzeit des Mönchtums. Schwann, Düsseldorf.
- 1926, Die Einführung der Bursfelder Reform in Maria Laach. In: Studien und Mitteilungen zur Geschichte des Benediktinerordens und seiner Zweige Nr. 44 / NF 13, S. 92–107.
- 1926, Sankt Lüfthildis. In: Eifel-Kalender. S. 30 ff.
- 1927, Die Regel des heiligen Benedikt Benedictus, Düsseldorf.
- 1928, Die Doppelklöster. Entstehung und Organisation, Münster i.W.
- 1929, Geschichte des benediktinischen Mönchtums in ihren Grundzügen. Herder, Freiburg im Breisgau.
- 1930, Beda Venerabilis. Leben der Äbte des Klosters Wearmouth-Jarrow [Vita beatorum abbatum monasterii in Wiramutha et Girvum, Benedicti, Ceolfridi, Eosterwini, Sigfridi, atque Hwaetberhti. Deutsch]. Übers. u. hrsg. mit e. hist. Abriss über das vorreformator. Christentum in England (Kleine hist. Monographien 25). Reinhold-Verlag, Wien 1930, Kommentierte Übersetzung der Historia abbatum von Hilpisch.
- 1932, Die Säkularisation der norddeutschen Benediktinerklöster im Zeitalter der Reformation, in: Studien und Mitteilungen zur Geschichte des Benediktinerordens und seiner Zweige, Nr. 50, S. 78–108, 159–193.
- 1934, Ansprache bei der kath. Morgenfeier des Reichssenders, Frankfurt am 26. August 1934.
- 1936, In Zellen und Klausen. Heilige deutsche Mönche und Einsiedler, Paderborn.
- 1937, Unter der Kreuzeskrone. Die heiligen deutschen Kaiser und Kaiserinnen, Paderborn.
- 1938, Unbekanntes aus des Priors Joh. Butzbachs Laacher Zeit, In: Studien und Mitteilungen des Benediktinerordens, Nr. 56, S. 151–160.
- 1940, Die Feier der Karsamstagsliturgie in den Benediktinerklöstern des Mittelalters. In: Studien und Mitteilungen zur Geschichte des Benediktinerordens und seiner Zweige, Nr. 58, S. 177–190.
- 1940, Heilige Jungfrauen, Paderborn.
- 1942, Der Opfergang in den Benediktinerklöstern des Mittelalters. In: Studien und Mitteilungen zur Geschichte des Benediktinerordens und seiner Zweige, Nr. 59, S. 86–95.
- 1947, Entwicklung des Ritus der Abtsweihe in der lateinischen Kirche. In: Studien und Mitteilungen zur Geschichte des Benediktinerordens und seiner Zweige, Nr. 61, S. 53–72.
- 1947, St. Benedikt in der neueren Hagiographie. In: Studien und Mitteilungen zur Geschichte des Benediktinerordens und seiner Zweige, Nr. 61, S. 114–125.
- 1951, Klosterleben, Mönchsleben, Maria Laach (1. Aufl. 1951, 2. Aufl.1953, 3. Aufl. 1963).
- 1951, Geschichte der Benediktinerinnen, St. Ottilien.
- 1953, Das Benediktinertum im Wandel der Zeiten, St. Ottilien.
- 1954, Wynfreth-Bonifatius. In: Fuldaer Geschichtsblätter, Nr. 30, S. 34–38.
- 1954, Bonifatius als Mönch und Missionar. In: Sankt Bonifatius, Gedenkgabe zum 1200. Todestag, Fulda.
- 1955, Der heilige Rabanus Maurus: Abt des Klosters Fulda und Erzbischof von Mainz, Fulda.
- 1955, 1200-Jahr-Feier von Tauberbischofsheim. In: Fuldaer Geschichtsblätter, Nr. 31, S. 100–101.
- 1955, Erzbischof Hillin von Trier 1152–1169. In: Archiv für mittelrheinische Kirchengeschichte, Nr. 7, S. 9–21.
- 1955, Die Entwicklung des Profeßritus der Nonnen. In: Studien und Mitteilungen aus dem Benediktiner- und Zisterzienserorden, Nr. 66, S. 28 ff
- 1955, Trier und Trierer Heilige im Martyrologium Romanum. In: Trierer Theologische Zeitschrift, Nr. 64, S. 295–303.
- 1956, Der Rat der Brüder in den Benediktinerklöstern des Mittelalters. In: Studien und Mitteilungen zur Geschichte des Benediktinerordens und seiner Zweige, Nr. 67, S. 221–236.
- 1957, Rabanus Maurus als Seelsorger. In: Fuldaer Geschichtsblätter, Nr. 33, S. 72–78.
- 1957, Die Bischöfe von Fulda, Fulda.
- 1960, Benedictus. Leben und Werk, Zürich, zusammen mit Leonard von Matt.
- 1962, Geschichte des Fuldaer Priesterseminars, Fulda.
- 1964, Pater Dr. Stephan Hilpisch am 6. September 70 Jahre alt. In: Fuldaer Geschichtsblätter, 40. Jahrg., Nr. 4, S. 97–101.
- 1964, Die Mädchenschule der Fuldaer Benediktinerinnen. In: Fuldaer Geschichtsblätter, 40. Jahrg., Nr. 4, S. 101–107.
- 1964, The Benedictine ideal through the centuries. In: The American Benedictine review, vol. 15, S. 381–394.
- 1964, Zum Kult der heiligen Lioba. In: Fuldaer Geschichtsblätter, Nr. 40, S. 182–187.
- 1965, Zur Geschichte des Fuldaer Domchores. In: Fuldaer Geschichtsblätter, Nr. 41, S. 151–161.
- 1965, Elisabeth von Schönau und Hildegard von Bingen. In: Schönauer Elisabeth Jubiläum 1965, S. 51–58.
- 1965, Die Liturgie der Kartage nach dem Rasdorfer Chorbuch von 1587. In: Fuldaer Geschichtsblätter, Nr. 41, S. 87–90.
- 1966, Die ersten Nonnen von St. Maria zu Fulda. In: Fuldaer Geschichtsblätter, Nr. 42, S. 63–64.
- 1966, Zur Geschichte des Fuldaer Kapuzinerklosters. In: Fuldaer Geschichtsblätter, Nr. 42, S. 69–81.
- 1967, Die fuldischen Propsteien. In: Fuldaer Geschichtsblätter, Nr. 43, S. 109–117.
- 1968, Zur Baugeschichte der Nonnenkirche in Fulda. In: Fuldaer Geschichtsblätter, Nr. 44, S. 161–163.
- 1970, Die Priorinnen und Äbtissinnen des Nonnenklosters St. Maria zu FuldaIn: Fuldaer Geschichtsblätter, Nr. 46, S. 6–13.
- 1970, Die Grabstätten der Fuldaer Bischöfe im Dom zu Fulda. In: Fuldaer Geschichtsblätter, Nr. 46, S. 145–147.
- 1971, Die Fürstabtei Fulda und die Bursfelder Kongregation. In: Fuldaer Geschichtsblätter Nr. 47, S. 151–155.
- 1972, Hillin. In: Neue Deutsche Biographie, Nr. 9, S. 158 f.
- 2005, Sankt Lüfthildis: [eine rheinische Lokalheilige]. In: Wanderather Geschichtsblätter,  Nr. 4, S. 28–30 (siehe Ersterscheinung 1926).

## Mitgliedschaft wissenschaftlicher Institutionen
- Abt-Herwegen-Institut von Maria Laach
- Bayerische Benediktinerakademie
- Historische Kommission für Hessen und Waldeck

## Mitwirkung
- Mitherausgeber der Beiträge zur Geschichte des Benediktinerordens und des alten Mönchstum
- Mitarbeiter des Bistumsblattes
- Mitarbeiter am Lexikon für Theologie und Kirche
- Mitarbeiter an Die Religion in Geschichte und Gegenwart
- Mitarbeiter am Staatslexikon der Görresgesellschaft
- Mitarbeiter an der New Catholic Encyclopedia (Washington)